# Ottilie Pohl
Ottilie Pohl, född 1867, död 1943, var en tysk politiker. 
Hon blev 1890 den kanske första kvinna att bli medlem i det tyska socialdemokratiska partiet. 